# Gesina Brit
Gesina Brit (... -1747), ook wel bekend onder de achternaam van haar man van Gaveren, was een dichteres aan het eind van de 17de eeuw. Ze is in Blokzijl (Overijssel) geboren.

## Werken

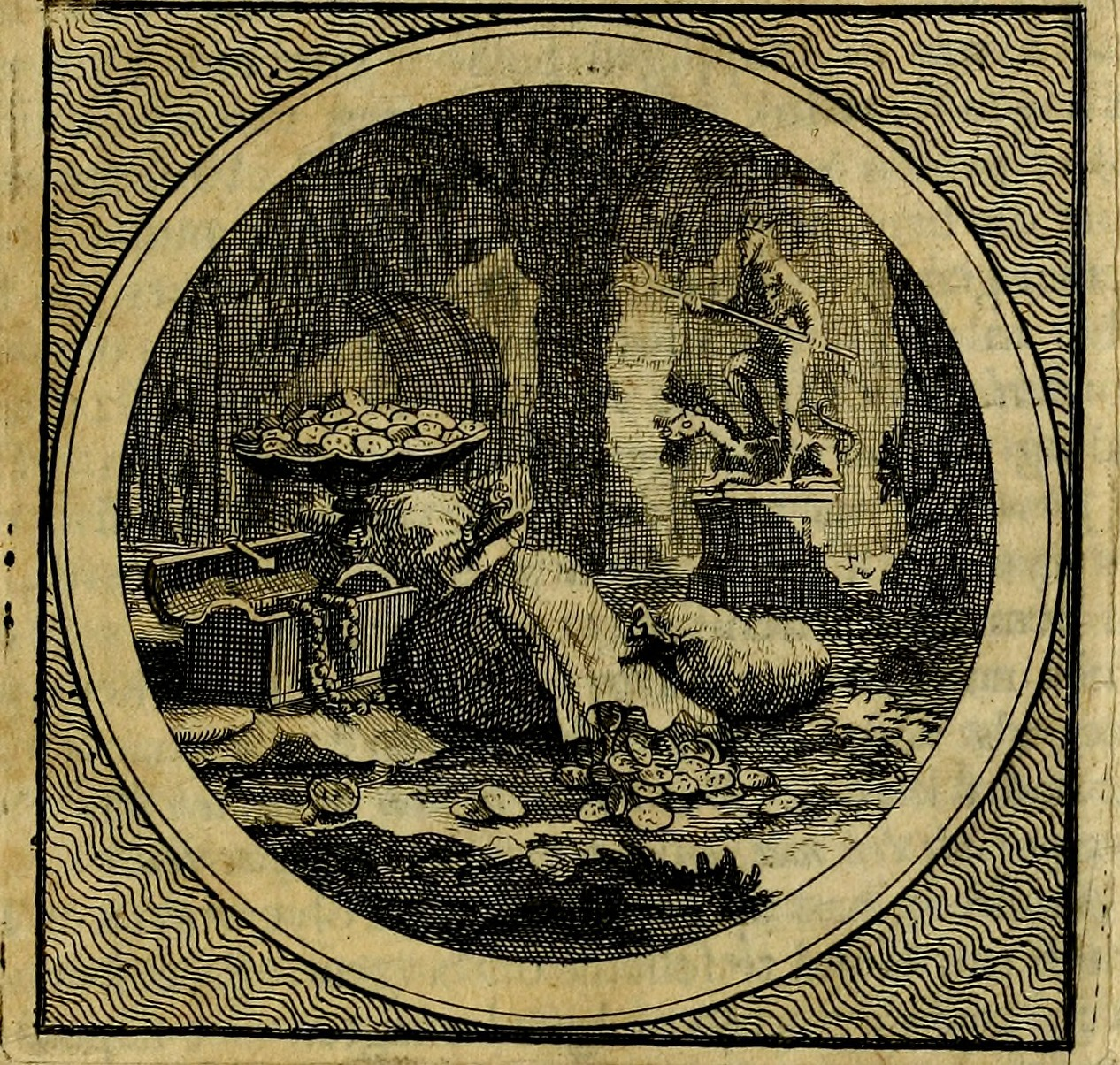
stichtelijke zinnebeelden van Arnold Houbraken

- "Uiterste wil van een moeder aan haar toekomend kind", Amsterdam 1698;
- "Christelijke Jonkheyd, jongelings samenspraak tusschen wellust en deugd", Amsterdam 1698;
- "De Hoovaardige Julia, door haar vader bekeerd", Amsterdam 1698;
- "Morgen- en avondzangen", Amsterdam 1699.

Zij maakte ook de ‘Bijgedichten’, tienregelige bijschriften onder elk der stichtelijke zinnebeelden van Arnold Houbraken, Amsterdam 1723, 2e druk Amsterdam 1753; schriften in den Schouburgh van dezen kunstenaar, III, 297-305: Koridon. Harderzang op de Papiere Snykonst van Johanna Koerten.